# Ehrenzeichen für Verdienste um das Land Wien
Das Ehrenzeichen für Verdienste um das Land Wien ist die bedeutungsvollste Ehrung, die gegenwärtig vom Bundesland Wien ausgegeben wird. Die Vergabe der verschiedenen Ordensstufen erfolgt durch den Landeshauptmann oder in seinem Namen.
Nicht zu verwechseln ist dieses Ehrenzeichen mit den anderen Auszeichnungen der Stadt Wien, zu denen ungefähr seit 1949 die Ehrenmedaille der Bundeshauptstadt Wien, die Ehrenbürgerschaft der Stadt Wien, der Ehrenring der Stadt Wien und der Goldene Rathausmann gehören.

## Verleihungspraxis
Das Ehrenzeichen für Verdienste um das Land Wien wird an Personen verliehen, die sich durch überragende, hervorragende, außerordentliche, bedeutende, besondere oder große Verdienste um das Land Wien durch öffentliches oder privates Wirken erworben haben. Die Verleihung des Ehrenzeichens obliegt der Landesregierung, wobei den Geehrten von der Landesregierung eine vom Landeshauptmann unterzeichnete Urkunde ausgestellt wird.

## Ordensstufen
Das Ehrenzeichen für Verdienste um das Land Wien umfasst derzeit sieben Stufen, wobei die einzelnen Insignien je nach Klasse aus einer Halsdekoration, einem Bruststern, einer Kombination aus Halsdekoration und Bruststern oder einer Medaille bestehen. Des Weiteren können verkleinerte Miniaturen der Ehrenzeichen getragen werden.

### Großes Goldenes Ehrenzeichen für Verdienste um das Land Wien mit dem Stern
Das Große Goldene Ehrenkreuz wird als Halsdekoration und Bruststern verliehen. Die Halsdekoration besteht aus einem 60 mm breiten und 60 mm hohen vierteiligen Kreuz mit acht Spitzen, dessen Felder rot-weiß emailliert sind. Zwischen den Kreuzschenkeln befinden sich vierzehn vergoldete Strahlen, in der Kreuzmitte der Adler in Gold mit dem Landeswappen. Die Halsdekoration wird mit einer 30 mm langen und 4 mm breiten vergoldeten und gerillte Öse an einem 40 mm breiten, rot-weißen Band befestigt.
Der Bruststern ist ein 85 mm hoher und 85 mm breiter, achtzackiger vergoldeter Strahlenstern mit Broschierung. Er wird durch einen sechzehnzackigen rot geränderten Stern überhöht, der im weißen Mittelfeld einen goldenen Adler mit dem Wappen von Wien als Brustschild zeigt. Das Große Goldene Ehrenzeichen mit dem Stern wird für überragende Verdienste verliehen.

### Großes Goldenes Ehrenzeichen für Verdienste um das Land Wien
Das Große Goldene Ehrenzeichen entspricht in seiner Ausführung der Halsdekoration des Großen Goldenen Ehrenzeichens mit dem Stern, wird jedoch ohne Bruststern verliehen. Das Große Goldene Ehrenzeichen wird für hervorragende Verdienste verliehen.

### Großes Silbernes Ehrenzeichen für Verdienste um das Land Wien
Das Große Silberne Ehrenzeichen entspricht dem Großen Goldenen Ehrenzeichen, verfügt jedoch über versilberte Strahlen, einen Adler in Silber und eine versilberte Öse. Das Große Silberne Ehrenzeichen wird für außerordentliche Verdienste verliehen.

### Goldenes Ehrenzeichen für Verdienste um das Land Wien
Das Goldene Ehrenzeichen wird als Bruststern verliehen. Der Bruststern besteht aus einem 85 mm hohen und 85 mm breiten, achtzackigen vergoldeten Strahlenstern mit Broschierung. Der Strahlenstern wird durch einen sechzehnzackigen rot geränderten Stern überhöht, der im weißen Mittelfeld einen goldenen Adler mit dem Wappen von Wien als Brustschild zeigt. Das Goldene Ehrenzeichen wird für bedeutende Verdienste verliehen.

### Silbernes Ehrenzeichen für Verdienste um das Land Wien
Das Silberne Ehrenzeichen entspricht dem Goldenen Ehrenzeichen, wobei der Strahlenstern nicht vergoldet, sondern versilbert ist. Das Silberne Ehrenzeichen wird für besondere Verdienste verliehen.

### Goldenes Verdienstzeichen des Landes Wien

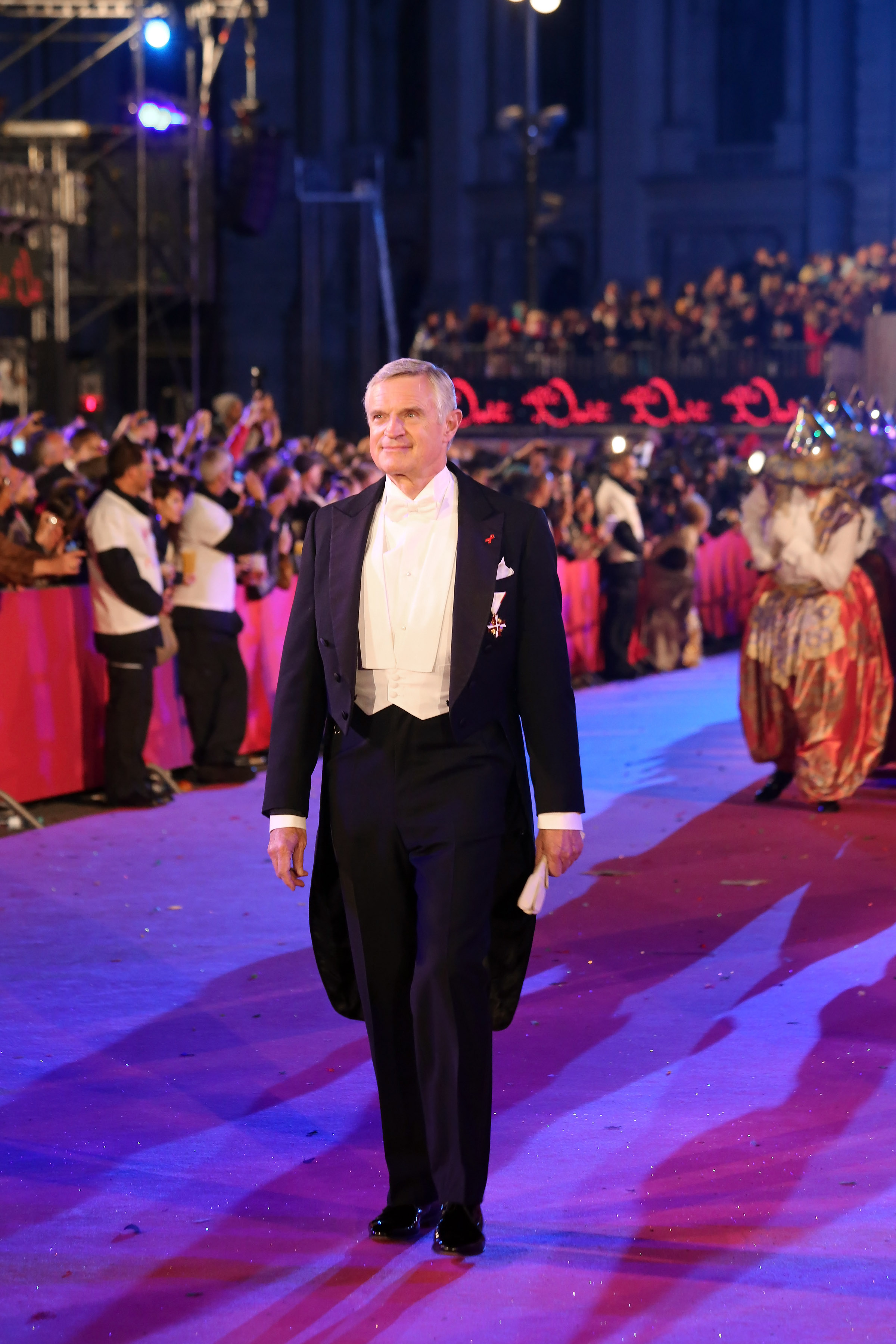
Thomas Schäfer-Elmayer mit dem Goldenen Verdienstzeichen des Landes Wien bei der Eröffnung des Life Balls 2013

Das Goldene Verdienstzeichen besteht aus einem 43 mm hohen und 43 mm breiten, vierteiligen Kreuz mit acht Spitzen, dessen Felder rot-weiß emailliert sind. Zwischen den Kreuzschenkeln befinden sich je elf vergoldete Strahlen, die in der Kreuzmitte durch das Landeswappen überhöht werden. Das Kreuz ist an einem rot-weiß moirierten Band befestigt, das 45 mm breit und dreieckig zusammengefaltet ist. Das Goldene Verdienstzeichen wird für große Verdienste verliehen.

### Silbernes Verdienstzeichen des Landes Wien
Das Silberne Verdienstzeichen entspricht dem Goldenen Verdienstzeichen, verfügt jedoch anstatt der vergoldeten Strahlen über versilberte Strahlen. Das Silberne Verdienstzeichen wird für Verdienste verliehen.

## Privilegien und Entzug des Ehrenzeichens
Jeder Inhaber eines Ehrenzeichens ist berechtigt, dieses in der vorgeschriebenen Art zu tragen und sich als Beliehener zu bezeichnen. Andere Vorrechte sind mit der Auszeichnung nicht verbunden. Das Ehrenzeichen geht in das Eigentum des Beliehenen über. Eine Rückgabepflicht nach seinem Tode besteht nicht.
Die Halsdekorationen werden mit dem Band um den Hals getragen, die Medaillen und Bruststerne hingegen an der linken Brustseite. Frauen tragen das „Große Goldene“ und „Große Silberne Ehrenzeichen“ sowie die Ehrenzeichen in Gold und Silber an einem maschenartig genähten Band, das die den einzelnen Stufen entsprechende Breite aufweist. Alle Stufen des Ehrenzeichens können auch in Form einer Kleinausfertigung getragen werden.
Wird der Ausgezeichnete wegen eines Verbrechens verurteilt, so ist ihm das Recht, die Auszeichnung zu tragen, von der Landesregierung abzuerkennen. Bei wiederholter Verurteilung oder Übertretung erfolgt die Aberkennung der Ehrung, wenn durch die Straftaten das Ansehen des Bundeslandes Wien beeinträchtigt worden ist. Wer das Ehrenzeichen unbefugt verändert, wird zumindest wegen dieser Verwaltungsübertretung mit einer Verwaltungsstrafe von bis zu 700 Euro bestraft.